# Distoleon tetragrammicus
Distoleon tetragrammicus là một loài côn trùng trong họ Myrmeleontidae thuộc bộ Neuroptera. Loài này được Fabricius miêu tả năm 1798.

## Môi trường sống
Loài này có thể được tìm thấy trong một loạt các môi trường sống, từ cồn cát ven biển đến rừng núi, chủ yếu ở các khu vực khô cằn và cát, trong rừng sồi và rừng thông và trong các vùng đất hoang hóa vôi khác nhau với độ ẩm tối thiểu. Ấu trùng tránh các vị trí tiếp xúc là cồn cát ven biển.